# The Descendant of the Snow Leopard
The Descendant of the Snow Leopard (Potomok belogo barsa) è un film del 1985 diretto da Tolomusch Okejew.